# Doubice
Doubice (en allemand : Daubitz) est une commune du district de Děčín, dans la région d'Ústí nad Labem, en Tchéquie. Sa population s'élevait à 112 habitants en 2021.

## Géographie
Doubice se trouve près de la frontière allemande, à 25 km à l'ouest de Zittau (Allemagne), à 22 km au nord-est de Děčín, à 39 km au nord-est d'Ústí nad Labem et à 91 km au nord de Prague.
La commune est limitée par Staré Křečany au nord, par Krásná Lípa à l'est, par Chřibská au sud, et par Jetřichovice et l'Allemagne à l'ouest.

## Histoire
La première mention du village remonte à 1457.

## Patrimoine
Patrimoine religieux

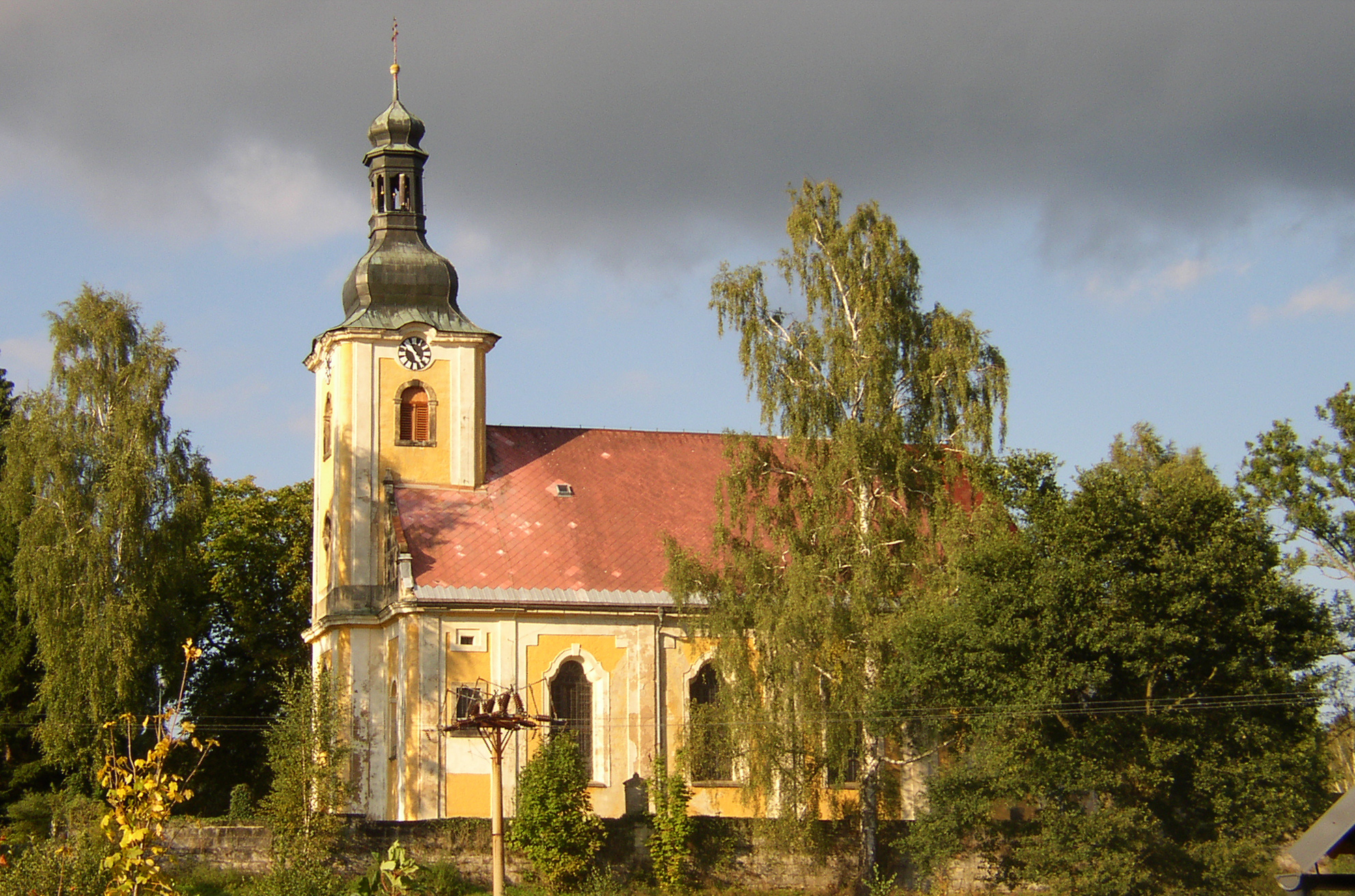
Église de l'Assomption de la Vierge Marie.
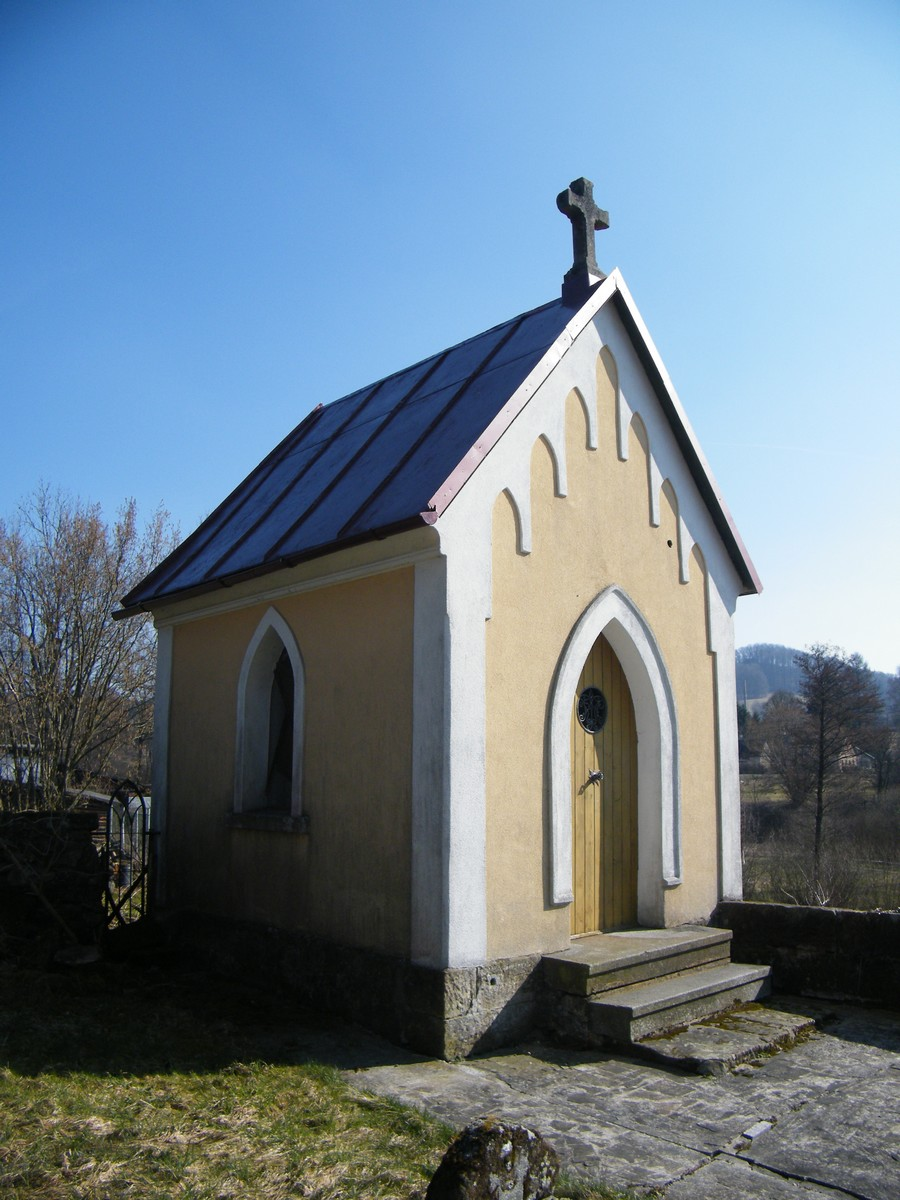
Chapelle Notre-Dame.
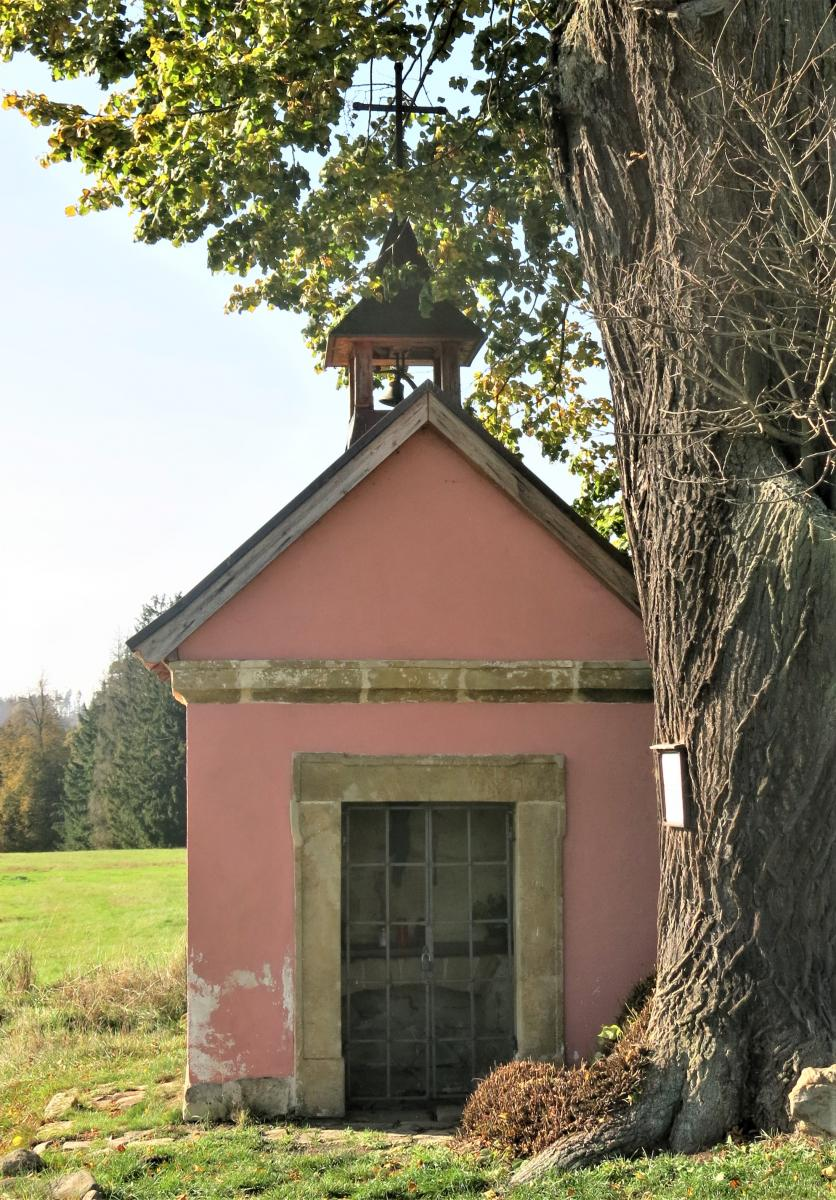
Chapelle de la Sainte-Trinité.

## Transports
Par la route, Doubice se trouve à 15 km de Varnsdorf, à 28 km de Děčín, à 53 km d'Ústí nad Labem et à 122 km de Prague.